# رو (إيطاليا)

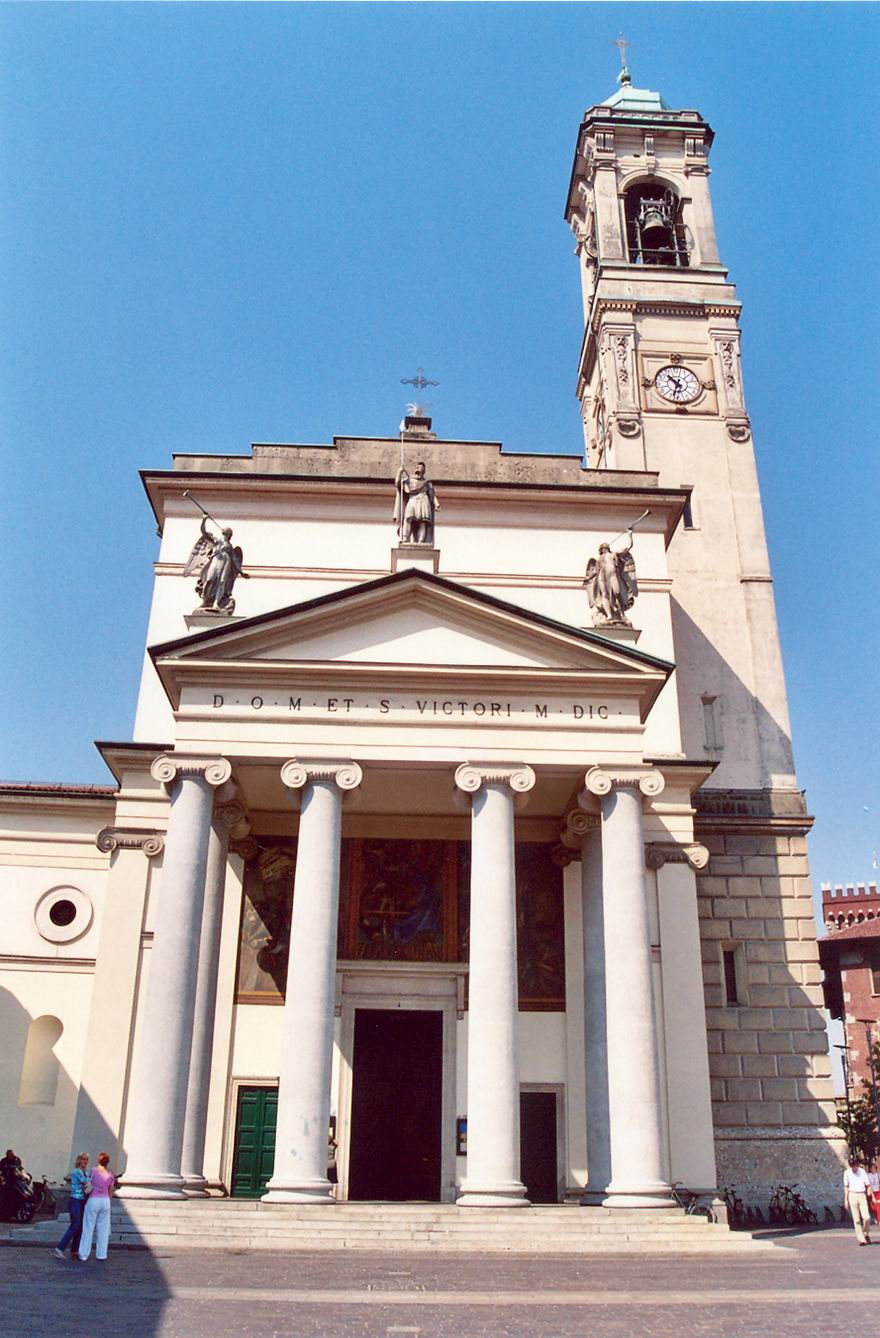
بازيليكا سان فيتوري

رو أو (باللاتينية: Rhaudum) مدينة شمال إيطاليا في مقاطعة ميلانو غرب إقليم لومبارديا وأحد أقدم مدنه، عدد سكانها 51.229 نسمة.

## السكان
في سنة 1861 بلغ عدد السكان 6٬891 نسمة، وتطور العدد ليصل في سنة 2011 لـ 50٬052 نسمة.
يظهر هذا المخطط البياني تطور النمو السكاني لـ رو (إيطاليا)

## معرض الصور

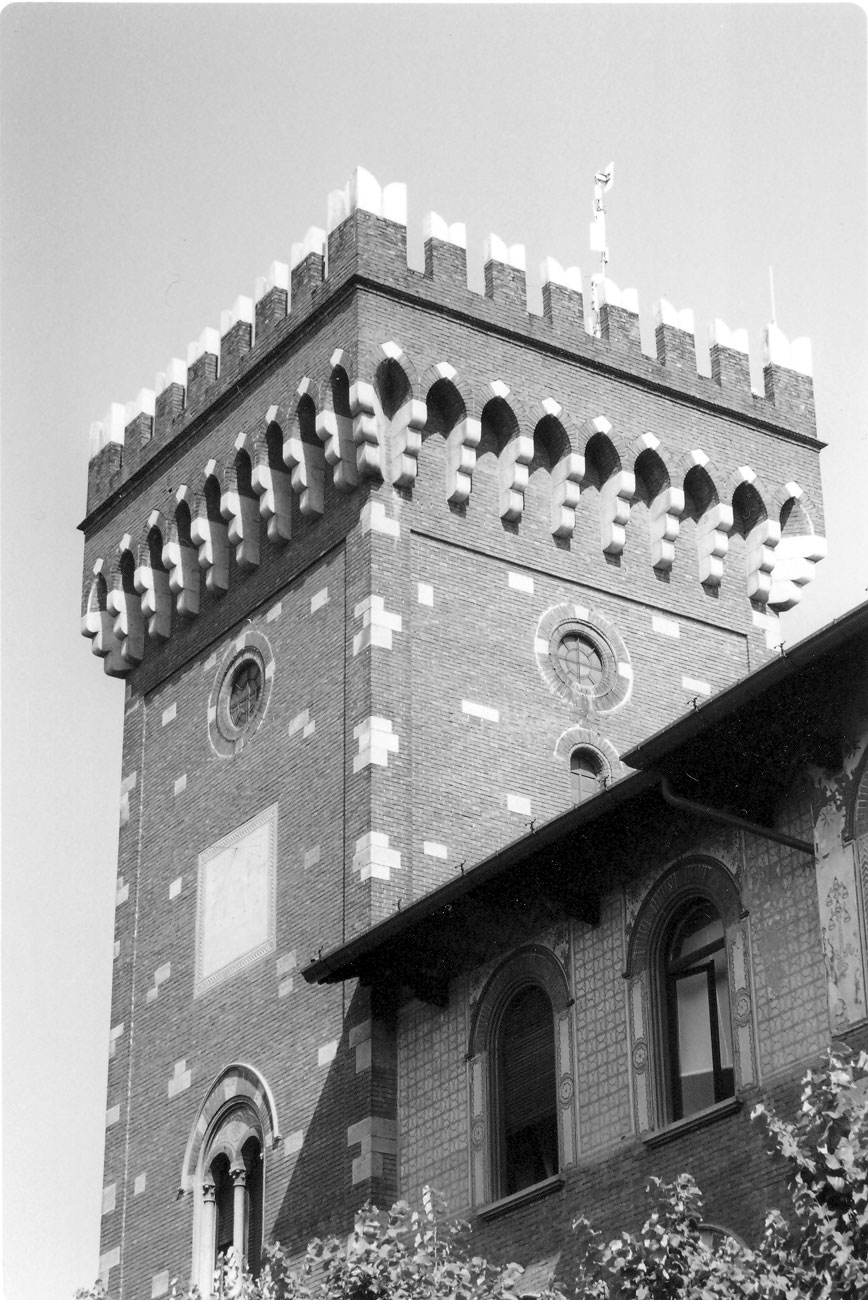
برج البلدية
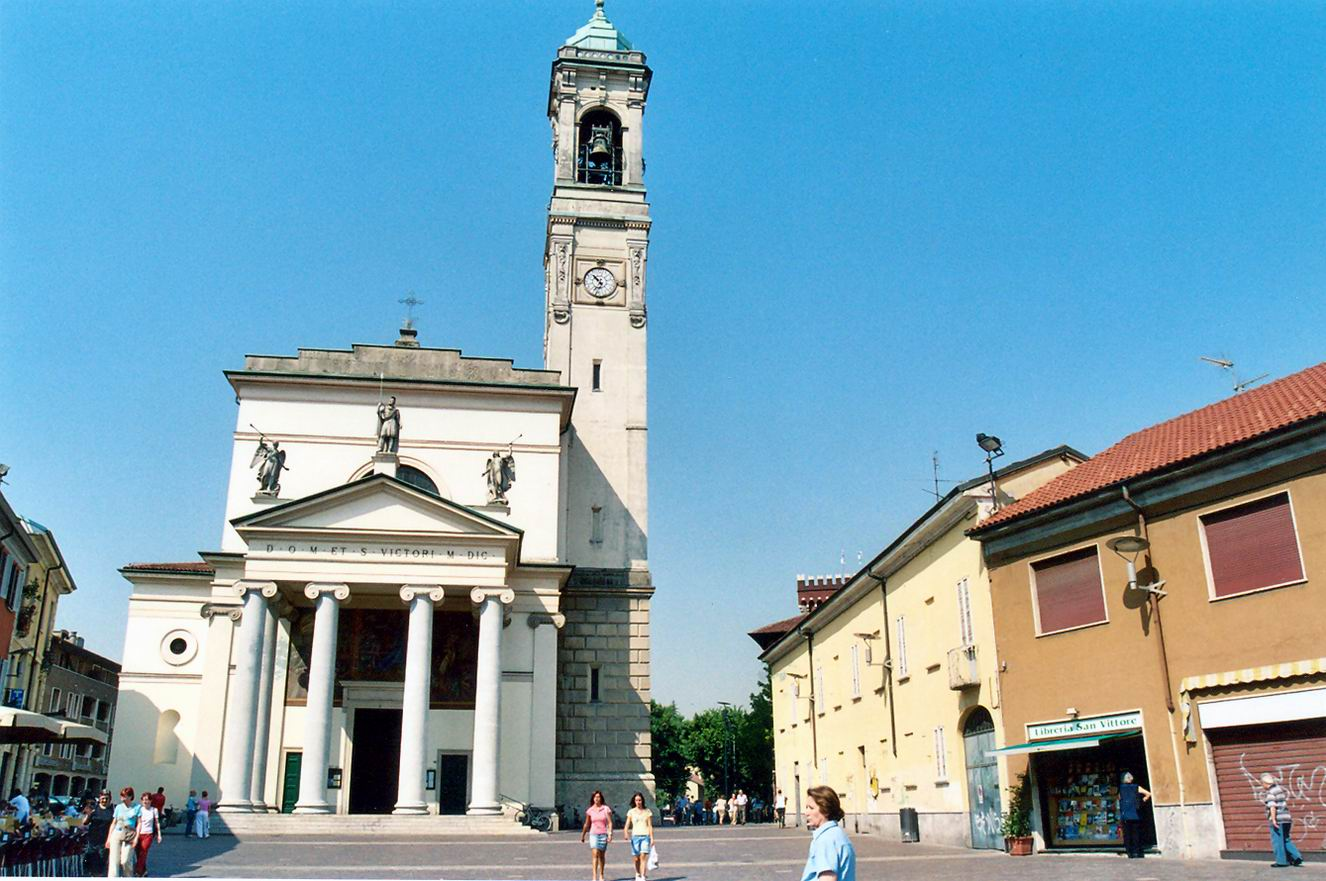
بازيليكا وساحة سان فيتوري
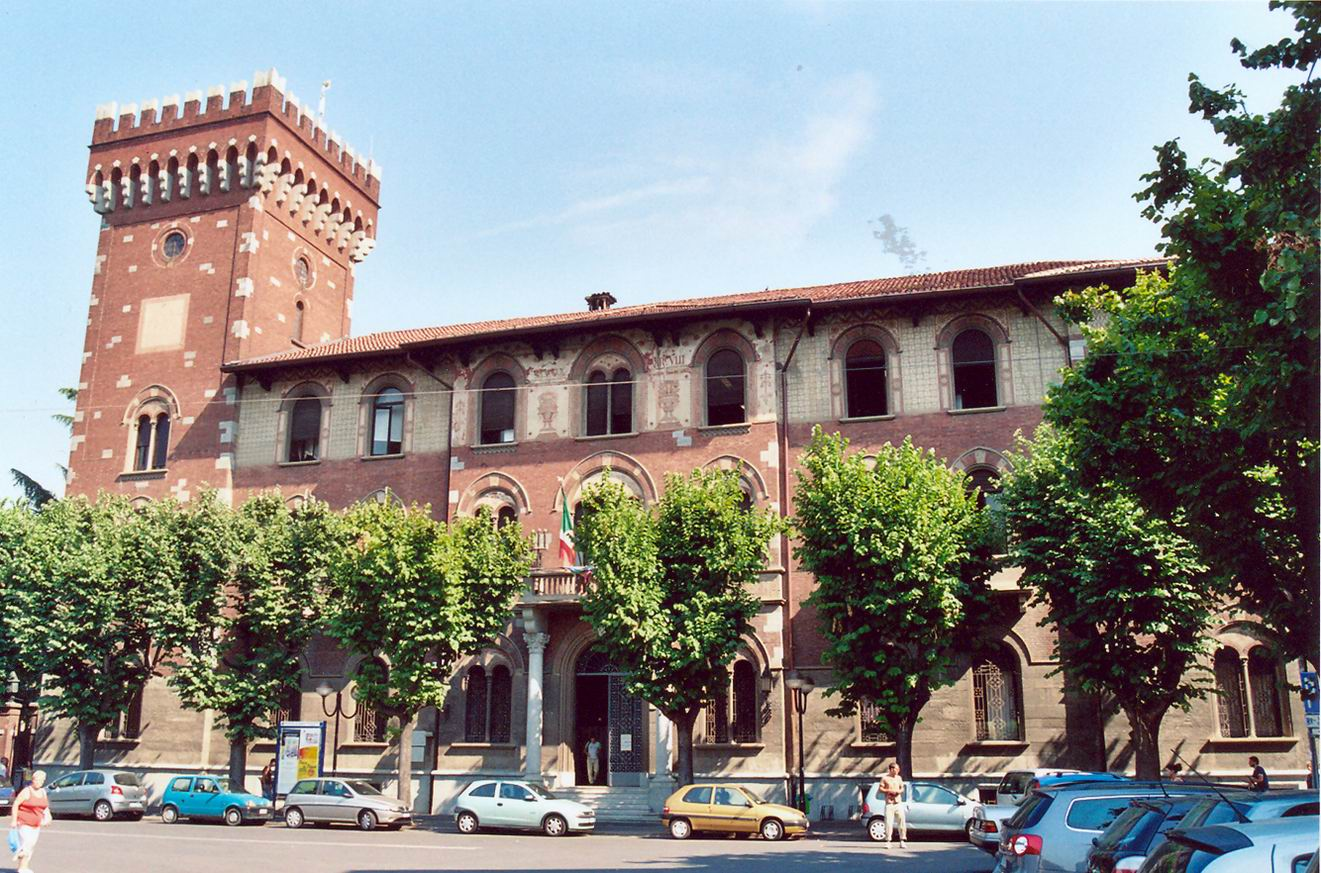
القصر البلدي لمدينة رو
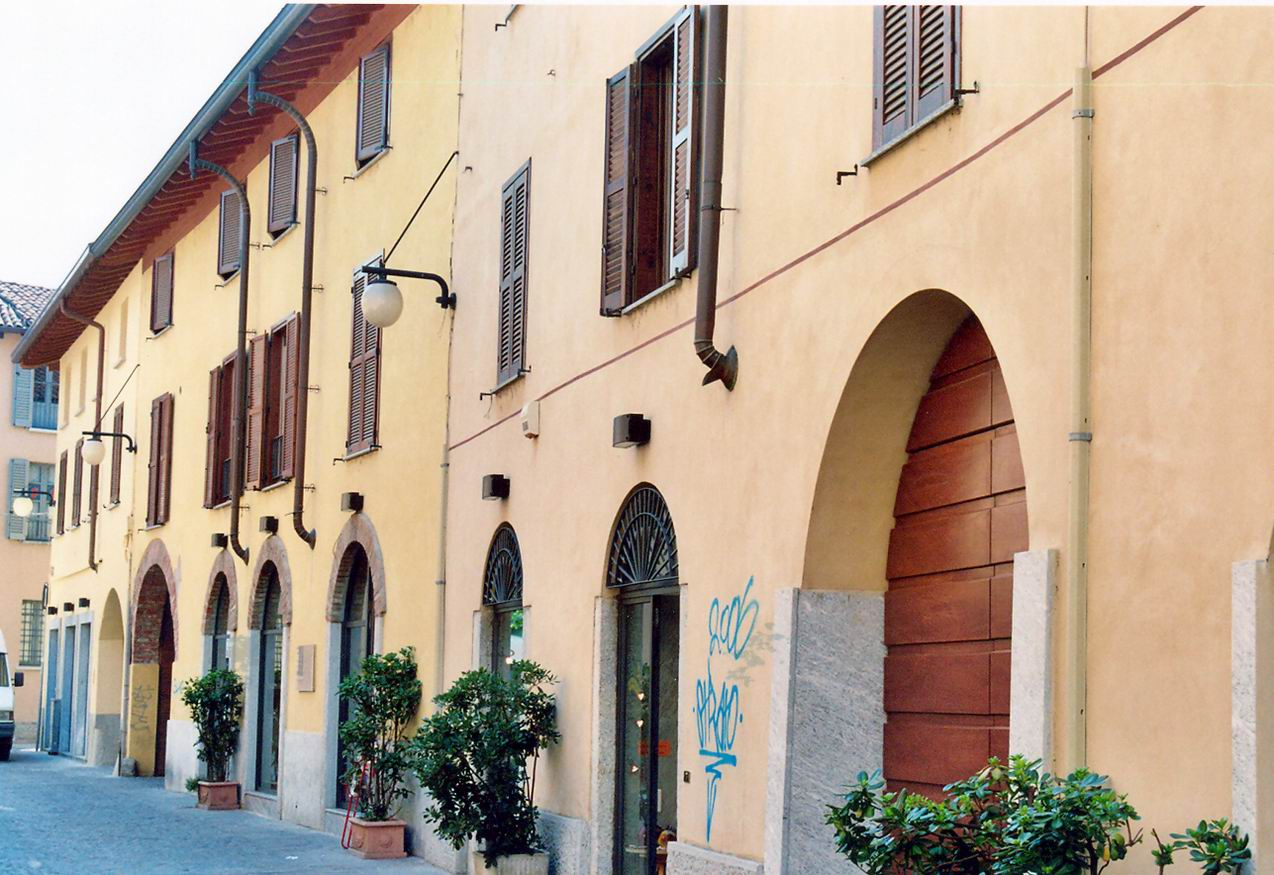
شارع بومي
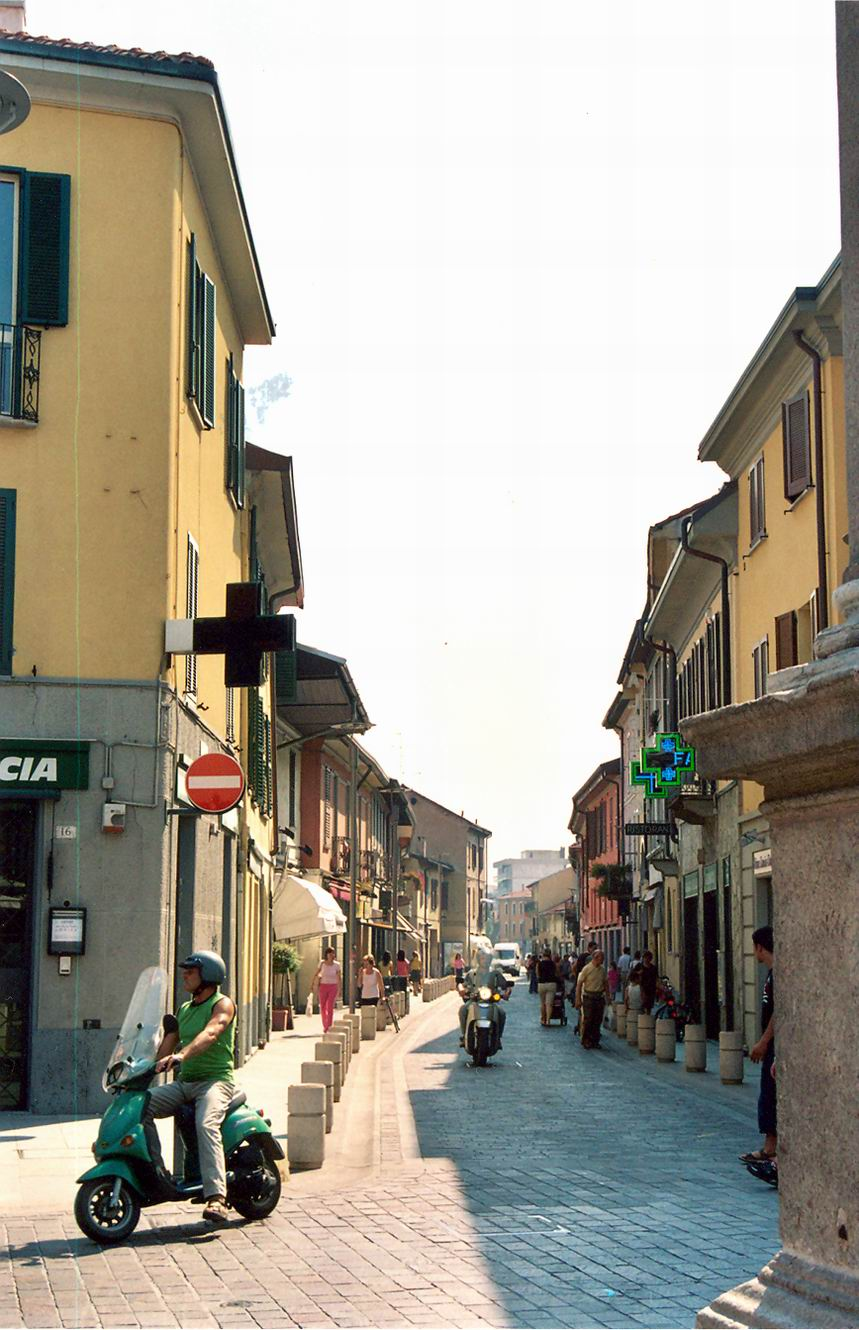
شارع ماتيوتي (مادونا)

## أعلام
- دانييلي كولي
- فابريتسيو لاي
- أنجيلو مارشي
- سونيا غري
- أندريا كونتي